# Nácer ibne Saiar
Nácer ibne Saiar Alaite Alquinani (em árabe: نصر بن سيار الليثي الكناني; romaniz.: Naṣr ibn Sayyār al-Lāythi al-Kināni; lit. "Nácer, filho de Saiar Alaite Alquinani"; 663-09 de dezembro de 748) foi um general árabe e o último governador omíada do Coração em 738–748. Nácer desempenhou papel distinto nas guerras contra o Canato Turguexe, embora falhou em confrontar decisivamente a rebelião de Alharite ibne Suraije em seus primeiros estágios. Embora respeitado como soldado e estadista, por possuir um obscuro passado tribal, dependeu do califa para sua nomeação como governador. Seu mandato, porém, foi bem-sucedido, com Nácer introduzindo reformas tributários de longo prazo que aliviaram a tensão social e amplamente restauraram a estabilidade do controle omíada em Transoxiana, que foi grandemente reduzida sob o ataque turguexe.
Seus últimos anos foram ocupados por rivalidades intertribais e revoltas, contudo, com o califado caindo num período de guerra civil. Em 746, Nácer foi removido de sua capital por ibne Suraije e Judai Alquirmani, mas retornou depois do último cair entre eles, causando a morte de ibne Suraije. Preocupado com esse conflito, Nácer foi incapaz de parar a eclosão e propagação da Revolução Abássida, cujo líder, Abu Muslim, explorou a situação em sua vantagem. Repelido de sua província no começo de 748, fugiu ao Irã perseguido pelas tropas abássidas, onde morreu em 9 de dezembro de 748.

## Vida

### Primeiros anos e começo da carreira
Nácer foi um líder militar com grande serviço e experiência no Coração. Tão cedo quanto 705, participou numa campanha junto ao rio Oxo, liderada por Sale, o irmão de Cutaiba ibne Muslim, o general que foi encarregado de subjugar a Transoxiana. Por seu serviço durante esta campanha, Nácer foi recompensado com uma vila nesta região. Apesar dos sucessos de Cutaiba, boa parte da Ásia Central a leste do Oxo permaneceu fora do controle árabe efetivo; enquanto as guarnições foram colocadas em Samarcanda, Bactro ou Bucara, o califado amplamente dependia de relacionamentos de clientes com a multidão de governantes locais, que tornou-se tributária dos omíadas. Além disso, disputas com o Canato Turguexe de origem chinesa, a ambiciosa política seguida para a conversão da população nativa (conversões em massa diminuiriam a população tributável e, portanto, a quantidade do tributo recebido) e o aumento do faccionalismo tribal inter-arábico enfraqueceram o controle omíada sobre a região e aumentou a necessidade da atividade militar.
Em 724, Nácer é registrado liderando um exército modarita contra Bactro, onde tropas iemenitas se recusava a participar na expedição contra Fergana o que resultou no desastro "Dia de Sede". Suas tropas, reforçadas por homens do heftalita Principado de Chaganiã, colidiram com os iemenitas em Barucã e prevaleceram sobre eles. Isso levou ao ressentimento com relação a sua pessoa entre os iemenitas, especialmente daqueles de Bactro; e durante o governo do iemenita Açade ibne Abedalá Alcáceri, junto com outros líderes modaritas, Nácer ficou em desfavor e foi maltratado.
Nácer foi um dos líderes muçulmanos que distinguiram-se na desastrosa Batalha do Desfiladeiro de julho de 731. Em 734, foi nomeado governador de Bactro, após prender o governador anterior. Lá, enfrentou a rebelião das tropas locais coraçanes sob Alharite ibne Suraije, que exigiu reforças na tributação e o fim da discriminação dos convertidos nativos (maulas). Ibne Suraije marchou sobre Bactro e tomou a cidade com apenas quatro mil seguidores, embora embora Nácer comandou 10 mil homens. É incerto a partir das fontes se a cidade foi tomada de Nácer, ou se foi capturada em sua ausência e então com sucesso foi mantida contra ele. De todo modo, Nácer e seu exército permaneceram passivos pelo resto da revolta; eles não ajudaram a capital provincial de Merve quando os rebeldes atacaram-na, e isso encorajou várias tribos locais a unirem-se a revolta. Posteriormente, contudo, os rebeldes foram derrotados por Judai Alquirmani, com ibne Suraije fugindo através do Oxo à Turguexe.

### Nomeação como governador do Coração
Em julho de 738, aos 74 anos, Nácer foi nomeado governador do Coração. Apesar de sua idade, foi amplamente respeitado por seu registro militar, seu conhecido dos assuntos do Coração e suas habilidades como estadista. Julius Wellhausen escreveu que "sua idade não afetou a frescura de sua mente, como é testificado não apenas por seus feitos, mas também pelos versos nos quais deu expressão de seus sentimento até o fim de sua vida". Contudo, no clima dos tempos, sua nomeação deveu-se mais a sua apropriada afiliação tribal do que suas qualidades pessoais.
Desde os primeiros dias das conquistas muçulmanas, exércitos árabes estavam divididos em regimentos reunidos de tribos ou confederações tribais específicas (butune ou axair). Apesar do fato de muitos desses grupos serem recém-criados, criados por razões de eficiência militar em fez de qualquer ancestralidade comum, eles logo desenvolveram uma forte e distinta identidade. Posteriormente, e certamente pelo começo do período omíada, esse sistema progrediu à formação de super grupos ainda maiores, culminando em dois supergrupos: os setentrionais árabes modaritas ou caicitas, e os meridionais árabes "iemenitas", dominados pelas tribos azeditas rebiaítas. Por volta do século VIII, essa divisão tornou-se firmemente estabelecida através do califado e foi fonte de constante instabilidade interna, com os dois grupos formando em essência dois grupos políticos rivais, lutando pelo poder e separados por um intenso ódio. Durante o reinado de Hixame ibne Abedal Maleque, o governo omíada nomeou modaritas como governadores no Coração, exceto por Açade ibne Abedalá Alcáceri mandado em 735–738. A nomeação de Nácer ocorreu quatro meses após a morte de Açade. Nesse ínterim, as fontes relatam variadamente que a província foi governada pelo general sírio Jafar ibne Hanzala de Barém ou o tenente de Açade, Judai da Carmânia. De algum modo, as fontes concordam que Judai era à época o homem mais proeminente no Coração e deveria ter sido a clara escolha como governador. Suas raízes iemenitas (era o líder dos azadidas no Coração), contudo, fizeram-o impalatável ao califa.
Nácer, por outro lado, além de suas outras qualidades, era modarita e casou-se com uma esposa tamimita. Portanto seria aceitável dentro os vários modaritas do exército coraçane, que superavam numericamente os iemenitas, mas poderia também, como um local, ajudar a reduzir os descontentamento dos árabes coraçanes com relação ao governo omíada centrado na Síria. A própria ancestralidade tribal relativamente obscura de Nácer — era de uma família não nobre da tribo laite de Cinaná — também atendia os propósitos do califa, pois significava que ele carecia de base de poder local própria. De fato, o governo de Nácer por todo seu mandato não foi completamente aceito por muitos árabes: junto dos iemenitas, que favoreceram seu "próprio" candidato Judai e ressentia a mudança de poder para os modaritas, os caicitas em torno de Nixapur recusaram-se a apoiá-lo, e mesmo o contingente sírio aliou-se com seus oponentes. Nácer esteve então provavelmente dependente do apoio dos poderosos tamimitas de sua esposa que vivia em torno de Merve. Enquanto foi apoiado pelo poderoso governo central em Damasco, Nácer foi capaz de manter seus inimigos internos em cheque, mas com os problemas que se seguiram a morte de Hixame em 743, aquele apoiou desapareceu. No evento, Nácer com sucesso manteve seu ofício por uma década, apesar do tumulto que varreu o califado após 743. Quando Iázide III tomou o poder no começo de 744, iniciou ordenou que Nácer fosse substituído. Nácer recusou-se a aceitar isso, e manteve-se no posto, sendo posteriormente confirmado nele alguns meses depois. Após a ascensão de Maruane II em dezembro de 744, ele provavelmente confirmou a posição de Nácer.

### Reformas e campanhas
Nácer deu a província um período sem precedente de boa administração, estabilidade e prosperidade, de modo que, nas palavras do historiador Almadaini, "Coração foi desenvolvido como se nunca tivesse sido antes". Suas maiores realizações durante seu mandato foram a reforma do sistema tributário e a restauração do controle omíada sobre a Transoxiana. O sistema tributário coraçane foi estabelecido à época da conquista muçulmana e permaneceu inalterado desde então. Ele baseava-se na coleta de um tributo fixo da gente não muçulmana local (sobretudo zoroastrista), os dircãs, que frequentemente discriminaram os colonos muçulmanos e os convertidos nativos. Isso contribuiu ao aumento do ressentimento dos últimos ao governo omíada, e a exigência de uma reforma tributária incendiou revoltas anteriores como aquele de ibne Suraije. Consequentemente, Nácer simplificou o sistema tributário em 739, implementando uma imposição geral (o caraje) sobre todos os proprietários agrícolas e forçando os não muçulmanos a pagarem um tributo adicional (jizia). Dessa forma, os cronistas relatam, 30 mil muçulmanos foram absolvidos da jizia, e 80 mil não muçulmanos foram forçados a pagá-lo. Também foi dada atenção à coleta precisa do caraje segundo tratados com governantes locais, de modo que o peso tributário foi geralmente facilitado. Essa reforma é tradicionalmente tida como tendo auxiliado na reaquisição da lealdade das populações locais e seus príncipes, que retornaram rapidamente para junto dos árabes; outros estudiosos modernos, contudo, consideram que essa reforma tardia fez o clima antiomíada permanecer mínimo. Com sua nomeação, Nácer também moveu a capital provincial de Merve para Bactro, onde Açade havia se estabelecido. Adicionalmente, pela primeira vez na história da província, nomeou subgovernadores. Eles foram escolhidos dentre seus aliados e apoiadores de modo a recompensá-los e para melhorar seu controle sobre a província.
Tomando vantagem da desintegração do Canato Turguexe após o assassinato do grão-cã Suluque, Nácer moveu-se agressivamente através do Oxo. Sua primeira campanha, imediatamente após sua nomeação, foi na área de Chaganiã; sua segunda campanha, em 740, recuperou muito do território em Soguediana, incluindo Samarcanda, com aparente pouca resistência. Planejando recuperar todas as terras anteriormente conquistadas sob Cutaiba ibne Muslim e conter as atividades do renegado ibne Suraije, que estava baseado lá, Nácer então lançou uma contra Axaxe (Tasquente). O Principado de Osruxana submeteu-se pacificamente, mas quando o exército muçulmano alcançou o Jaxartes, foi confrontado por uma força de 15 mil homens de Axaxe junto com os homens de ibne Suraije e alguns Turguexe; segundo a tradição muçulmana, os últimos foram liderada pelo assassino e sucessor de Suluque, Cursul. Segundo a tradição árabe, Nácer foi capaz de repelir os Turguexe e conseguir uma vitória contra um de seus destacamentos, matando seu chefe, mas aparentemente falhou em subjugar Axaxe, pois foi forçado a contentar-se com um acordo com o governante local pelo qual ibne Suraije foi despejado para Farabe, onde o último foi deixado sem moléstia para continuar sua oposição aos omíadas. Nácer também lançou duas expedições contra Fergana, que saqueara e arrasaram o campo e levaram muitos cativos. Parece, contudo, que a reconquista muçulmana à época não estendeu-se muito além de Samarcanda, com ocasional tributo sendo possivelmente cobrado de principados mais remotos.
Exteriormente, pelo menos, em 743 a posição omíada no Coração parecia mais forte do que nunca. A realidade sob a esplêndida fachada, entretanto, era diferente. Tensão e desconfiança mútua existiam entre as tropas árabes coraçanes (mucatila) e as 20 mil tropas sírias introduzidas na província como medida de segurança após a desastrosa Batalha do Desfiladeiro em 731, enquanto os antagonismos tribais continuaram a criar problemas: além da continuação do ressentimento iemenita com Nácer, havia forte aversão ao regime sírio dos omíadas, alimentado por suas políticas fiscais injustas. Embora Nácer tenha tentado remediar a situação, era tarde demais.
Além disso, o Coração foi um importante centro do xiismo inicial, e especificamente da seita caissanitas dos haximitas (Hashimiyya), que ganhou ampla aceitação na província, especialmente entre os maulas. Em 742-743, Nácer enfrentou e derrotou uma revolta liderada por Iáia, filho de Zaide ibne Ali e o líder dos haximitas no Coração. Iáia foi capturado e executado, e o vácuo resultante na liderança abriu o caminho para o ramo coraçane do movimento ficar sob o controle da família abássida. No entanto, é uma prova do "respeito e até mesmo afeto" (Gibb) com que Nácer era considerado pela população nativa na Transoxiana, que, ao contrário do Coração, nenhuma cidade nativa ali acolhia os missionários haximitas, e que permaneceram leais a ele mesmo durante a posterior Revolução Abássida.

### Guerras civis e Revolução Abássida
Em 743, após a morte do califa Hixame, seu sucessor Ualide II reconfirmou Nácer em seu posto, mas o influente governador do Iraque, Iúçufe ibne Omar Atacafi, um oponente de Nácer, tentou atraí-lo para fora de sua província chamando-o para o Iraque. Nácer atrasou sua partida, ganhando tempo, e foi salvo pelo assassinato de Ualide em abril de 744. O sucessor de Ualide, Iázide III, decidiu instalar um regime dominado pela tribo iemenita calbita. A posição de Nécer foi severamente prejudicada, e a facção iemenita agora esperava ver seu líder Judai Alquirmani nomeado governador em seu lugar. Na verdade, Iázide nomeou seu favorito, o calbita Almançor ibne Jumur, como governador do Iraque, e ele, por sua vez, nomeou seu próprio irmão como substituto de Nácer. Nácer se recusou a aceitar isso e foi novamente feliz em sua persistência, pois Almançor caiu em desgraça e foi demitido após apenas dois meses. A agitação entre a facção iemenita persistiu, em meio a rumores de que Nácer havia interceptado cartas nomeando Alquirmani como governador e uma disputa sobre o pagamento de estipêndios aos mucatilas. Nácer tentou assegurar sua própria posição depondo Alquirmani de sua liderança azedita, bem como tentando conquistar os líderes azeditas e rebiaítas. Isso levou a uma revolta geral sob Alquirmani. Isso é indicativo do persistente antagonismo intertribal do mundo omíada tardio que a rebelião foi lançada em nome da vingança pelos moalábidas, uma família azedita que foi expurgada após a rebelião em 720 - um ato que desde então se tornou um símbolo de ressentimento iemenita contra os omíadas e seu regime dominado pelos árabes modaritas.
Em 13 de julho de 744, Nácer capturou e prendeu Alquirmani. Depois de apenas um mês, o último escapou, e sua rebelião foi acompanhada não apenas por soldados azeditas, mas também por muitos dos colonos árabes ao redor de Merve. Uma trégua provisória foi inicialmente acertada, durante a qual negociações infrutíferas foram conduzidas, mas depois que Iázide reconfirmou Nácer em seu posto, Alquirmani e os iemenitas - na realidade, os seguidores de Alquirmani incluíram outras tribos também, incluindo a maioria dos sírios e até mesmo alguns modaritas, mas foram chamados coletivamente de Iamania (Yamaniyya) nas fontes - retomaram sua revolta. Nácer, por sua vez, tentou fortalecer sua própria posição alistando os serviços de Alharite ibne Suraije, antigo adversário de Alquirmani, que desfrutou de um apoio considerável entre algumas tribos árabes e especialmente seus companheiros tamimitas. Quando ibne Suraije chegou a Merve em julho de 745, foi recebido com entusiasmo pelos habitantes da cidade. Desprezando as propostas de cooperação de Nácer, ibne Suraije logo se retirou para o campo e também se rebelou. Também foi capaz de explorar a impopularidade de Maruane II entre os modaritas e os seguidores de Nácer, embora Nácer o reconhecesse como o califa legítimo em troca de sua própria confirmação ao cargo. Explorando esse ressentimento, ibne Suraije logo reuniu ao seu redor um exército de mais de três mil homens.
Em março de 746, o exército de ibne Suraije atacou Merve, mas foi repelido com muitas baixas, que fez causa comum com Alquirmani - de cujas atividades entre sua fuga em 744 e este ponto nada se sabe. Com Maruane II ainda tentando consolidar sua própria posição na Síria e na Mesopotâmia, Nácer foi privado de qualquer esperança de reforço, e os exércitos aliados de ibne Suraije e Alquirmani o expulsaram de Merve no final de 746. Nácer recuou para Nixapur, mas em poucos dias Alquirmani e ibne Suraije se desentenderam e entraram em confronto, resultando na morte do último. Alquirmani então destruiu os bairros tamimitas na cidade, um ato chocante, já que os residências eram tradicionalmente consideradas isentos de guerra na cultura árabe. Como resultado, as tribos modaritas, até então reservadas com relação a Nácer, se aproximam dele. Apoiado por eles, especialmente os caicitas estabelecidos em torno de Nixapur, resolveu retomar a capital. Durante o verão de 747, os exércitos de Nácer e Alquirmani se confrontaram diante das muralhas, ocupando dois campos fortificados e lutando entre si por vários meses. A luta parou apenas quando chegaram as notícias do início do levante haximita sob Abu Muslim.
As negociações começaram, mas quase foram interrompidas quando um membro da comitiva de Nácer, um filho amargurado de ibne Suraije, atacou e matou Alquirmani. As cabeças mais calmas prevaleceram no momento, os dois lados foram capazes de resolver provisoriamente as suas diferenças e Nácer voltou a ocupar o seu lugar em Merve. No entanto, as tensões permaneceram e Abu Muslim logo conseguiu persuadir o filho de Alquirmani e sucessor Ali de que Nácer estava envolvido no assassinato de seu pai. Como resultado, tanto Ali Alquirmani quanto Nácer separadamente apelaram por ajuda um contra o outro para Abu Muslim, que agora detinha o equilíbrio de poder. Este último acabou optando por apoiar Alquirmani. Em 14 de fevereiro de 748, o exército haximita ocupou Merve e Nácer novamente teve que fugir da cidade. Perseguido pelas forças haximitas sob Cataba ibne Xabibe Atai, Nácer foi forçado a abandonar Nixapur depois que seu filho Tamim foi derrotado em Tus, e recuou para a região de Comisena, na fronteira oeste do Coração. Nesse ponto, os tão esperados reforços do califa chegaram, mas seu general e Nácer não conseguiram coordenar seus movimentos, e Cataba foi capaz de derrotar o exército do califa em Rai e matar seu comandante. Nácer foi forçado a abandonar Comisena e fugir para Hamadã. No caminho, na cidade de Sauá, adoeceu e morreu no dia 9 de dezembro, aos 85 anos. Seu neto, Rafi ibne Alaite, liderou uma rebelião em grande escala contra o desgoverno do governador abássida Ali ibne Issa ibne Maane em 807-810, que se espalhou pelo Coração e Transoxiana.